# Zambia i olympiska sommarspelen 1972
Zambia deltog med 11 deltagare vid de olympiska sommarspelen 1972 i München.  Ingen av landets deltagare erövrade någon medalj.